# Phare Beauvoir
Pour les articles homonymes, voir Beauvoir.
Le phare de Beauvoir est le plus récent phare en Argentine : il se situe dans la ville de  Puerto Deseado (département de Deseado)  dans la province de Santa Cruz, en Patagonie et dépend de la Marine argentine.
Il est géré par le Servicio de Hidrografía Naval (SHN) de la marine .

## Histoire
Le phare  a été mis en service le 23 octobre 1980 sur la rive nord de la Ría Deseado. Sa particularité est qu'il s'agit de la tour de l'église de la ville.
Le phare, d'une hauteur de 27 mètres, est alimenté par le réseau électrique de l'église. La portée focale du phare, à une hauteur de 48 mètres, est de 19 milles nautiques (environ 35 km). Il émet trois éclats blancs par période de 10 secondes.
Il a été inauguré le 23 octobre 1980 en remplacement du phare de l'île Pingüino, implanté sur une île inaccessible.
Le nom du phare est donné en l'honneur du révérend Père José Maria Beauvoir (Giuseppe Maria Beauvoir), un prêtre missionnaire salésien, né en 1850 et mort en 1930.
Identifiant : ARLHS : ARG-020 - Amirauté : G1139 - NGA : 110-19920.